# Autonomní provincie Západní Bosna
Autonomní provincie Západní Bosna (bosensky Autonomna Pokrajina Zapadna Bosna) byl malý mezinárodně neuznaný stát, který existoval v severozápadní Bosně a Hercegovině v letech 1993 až 1995. Zabírala město Velika Kladuša a okolní vesnice. Vznikla v důsledku separatistické politiky Fikreta Abdiće vůči centrální vládě během války v Bosně a Hercegovině. V roce 1995 byla krátce známá jako Republika Západní Bosna (srbochorvatsky Republika Zapadna Bosna).

## Historie
Fikret Abdić byl vítězem lidového hlasování do čela vlády Bosny v roce 1990, ale vzdal se ve prospěch Aliji Izetbegoviće na základě nezveřejněné dohody.
V roce 1993 se podle novináře Anthony Loyda Abdić rozhodl pokusit se vybojovat si pro sebe malý stát a podařilo se mu získat dostatek následovníků, aby se jeho sny staly skutečností. Abdić byl schopen udržet moc nad svým ministátem pomocí kultovních propagandistických technik nad svými stoupenci a srbskými zbraněmi a vojenským výcvikem.
„Mluvit s jeho autonomistickými následovníky bylo v podstatě stejné jako mluvit s kultovními konvertity kdekoli na světě: dřevěný dialog ve slepé uličce vyznačující se absencí individuálního zdůvodnění a logiky.“
Anthony Loyd
O místních obyvatelích Veliké Kladuše se říkalo, že zacházeli s Abdićem s přehnanou úctou a „byli připraveni udělat, cokoli řekl.“ Ekonomika západní Bosny byla z velké části závislá na společnosti Agrokomerc z Veliké Kladuše.
O politickém systému západní Bosny s výjimkou Abdiće je známo jen málo a většina držitelů úřadů upadla do neznáma. Dokument z roku 2010 týkající se konečného rozsudku soudu Zlatka Jušiće a Ibrahima Jušiće konaného v Chorvatsku citoval názor jednoho svědka, že vláda APZB je „fraška, ozdoba“ a že nic nebylo konzultováno, protože Abdić sám rozhodoval o klíčových otázkách. Toto prohlášení bylo jedním z důvodů následného osvobození Zlatka Jušiće od všech obvinění z válečných zločinů. APZB také představovalo ustavující shromáždění, jehož viceprezidentem byl Božidar Sisel.
Autonomní provincie spolupracovala se Srbskem i Chorvatskem proti bosenské vládě. Abdićova role v podkopání konkurenční autority v Sarajevu byla oceněna vládami Chorvatska a Republiky Srbsko uvnitř Svazové republiky Jugoslávie. Společnosti Agrokomerc byla vytvořena zóna bezcelního obchodu v chorvatském přístavu Rijeka a volný obchod s územími pod kontrolou Srbska. Obchod mezi západní Bosnou a Chorvatskem nastal během bosenské války.
V roce 1994 změnil Franjo Tuđman svou politiku vůči Bosně po diplomatickém tlaku Spojených států a Rady bezpečnosti OSN. V březnu 1994 byla podepsána Washingtonská dohoda. Situace se stala velmi nepříznivou pro budoucnost západní Bosny, protože Fikret Abdić již nemohl počítat s finanční ani vojenskou pomocí jednoho ze svých ochránců.
Vojensky byla poražena během operace Tygr v červnu a srpnu 1994, kdy území Západní Bosny obsadily bosenské vládní jednotky. Fikret Abdić se přesunul do Záhřebu. Později toho roku však byly bosenské síly za významné pomoci Srbů během operace Pavouk vyhnány a APZB byla založena znovu.
Provincie se 26. července 1995 prohlásila za nezávislou republiku Západní Bosna. V srpnu 1995 se během operace Bouře stala poslední obrannou linii Republiky Srbská Krajina v Chorvatsku. RZB byla zcela zničena během společné chorvatsko-bosenské vojenské akce dne 7. srpna 1995. Abdić byl po operaci nucen uprchnout do Chorvatska.

## Následky

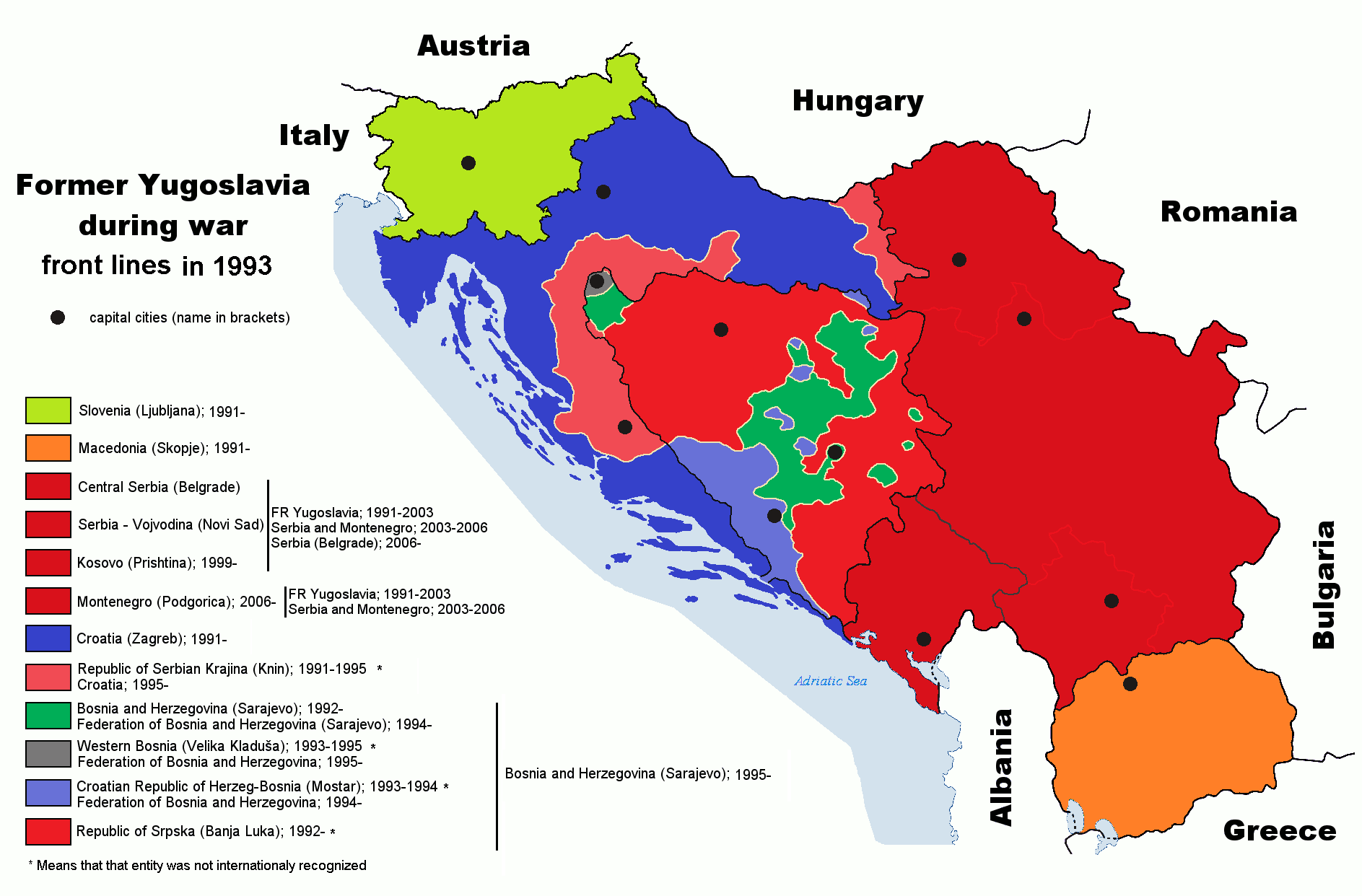
Mapa Jugoslávie v roce 1993, která zahrnuje západní Bosnu (šedě).

Území západní Bosny bylo začleněno do Federace Bosny a Hercegoviny v rámci dnešního Unsko-sanského kantonu. Fikret Abdić, který udržoval přátelské vztahy s chorvatským prezidentem Franjo Tuđmanem, získal chorvatské občanství a žil v Chorvatsku v exilu.
Po Tuđmanově smrti v prosinci 1999 a porážce Chorvatského demokratického společenství v chorvatských volbách v roce 2000 byl Abdić nakonec zatčen a odsouzen za válečné zločiny proti bosňáckým civilistům loajálním k Republice Bosna a Hercegovina. Soud se konal v Chorvatsku, kde byl Abdić v roce 2002 odsouzen k 20 letům vězení. 9. března 2012 byl propuštěn poté, co si odpykal dvě třetiny sníženého trestu. V roce 2016 občané Veliké Kladuše zvolili Abdiće starostou.
V červnu 2020 byl zatčen bosenskou federální policií v rámci vyšetřování korupce, do kterého byla zapojena řada obecních úředníků. Byl umístěn do vyšetřovací vazby, ale na konci října byl propuštěn poté, co jeho právníci požádali soud, aby mu umožnil zúčastnit se znovu volební kampaně pro komunální volby v Bosně v roce 2020 v listopadu téhož roku, kterou těsně vyhrál s 44,1 % hlasů. V březnu 2021 státní zástupci Abdiće a šest dalších obecních úředníků formálně obvinili z úplatku souvisejícího s výběrovými řízeními.